# Kim quất

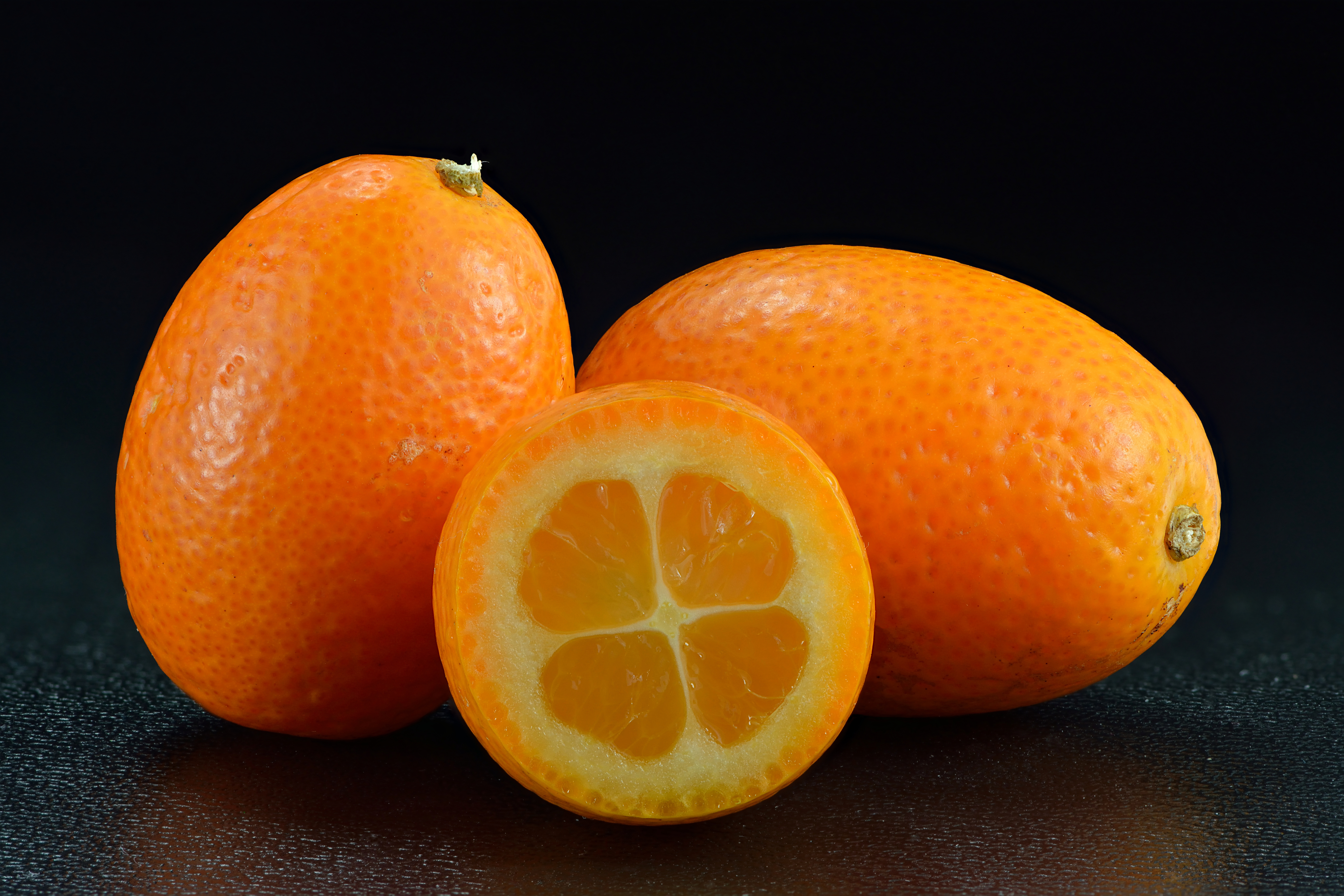
Kim quất

Kim quất (/ˈkʌmkwɒt/; tiếng Trung: 金橘 ), là một nhóm cây ăn quả nhỏ trong họ thực vật có hoa Rutaceae. Phân loại của nhóm thực vật này đang gây tranh cãi. Trước đây, chúng được phân loại thành chi Fortunella theo lịch sử hiện tại hoặc được đưa vào chi Citrus, sensu lato. Cách thức phân loại trước đây đã xếp kim quất bất kỳ gom tụ lại thành một loài đơn nhất, C. japonica, còn nhiều loài khác dùng để đại diện cho mỗi giống cây trồng. Tuy nhiên, phân tích bộ gen gần đây xác định có ba loài thuần chủng là Citrus hindsii, C. margarita và C. crassifolia, với C. x japonica là giống lai của hai loài cuối cùng.
Quả kim quất ăn được, gần giống với quả cam (Citrus sinensis) về màu sắc và hình dạng nhưng nhỏ hơn nhiều, có kích thước xấp xỉ quả ô liu lớn. Kim quất là loại cây có múi chịu lạnh tốt.

## Hình ảnh

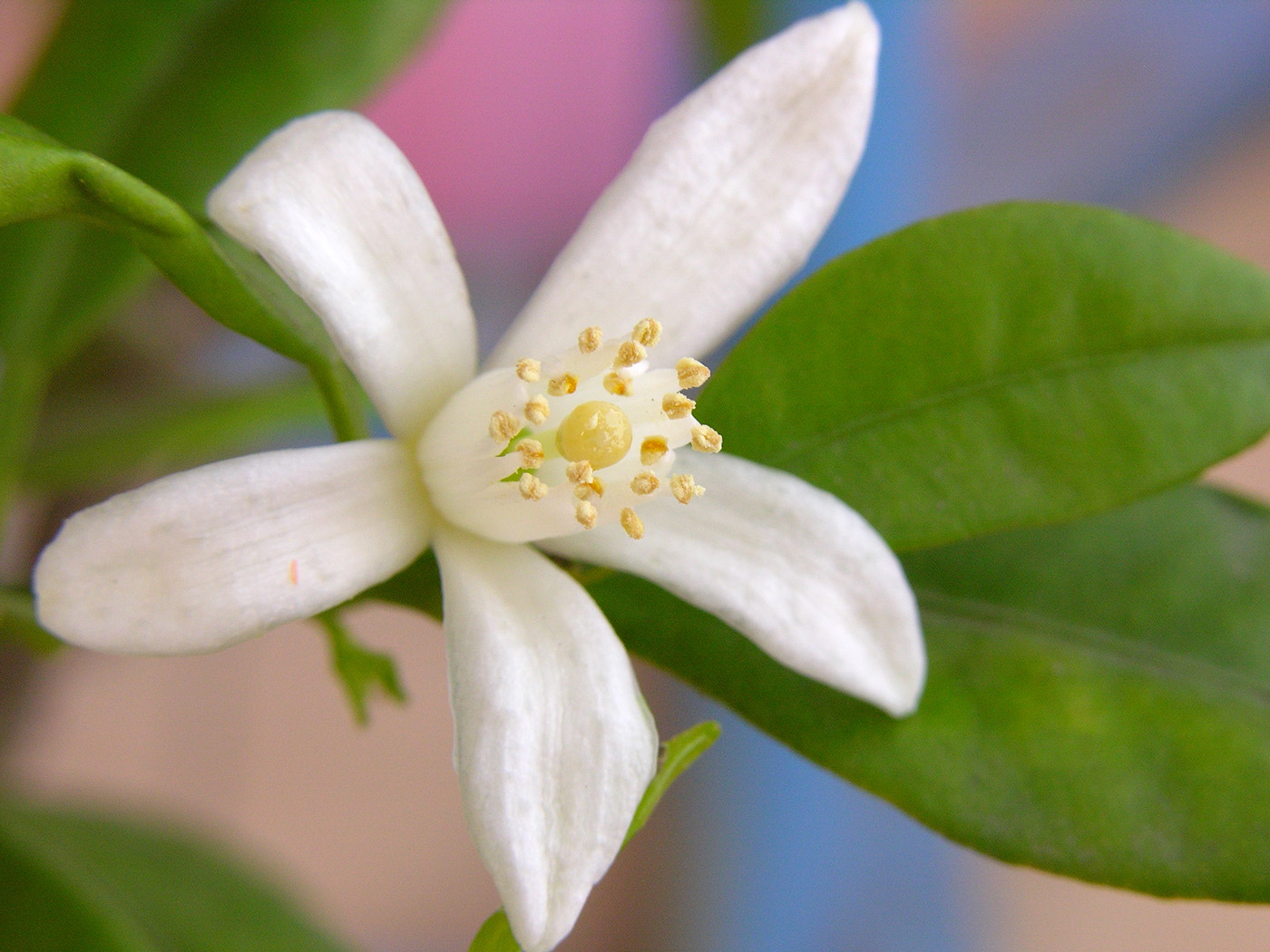
Hoa kim quất
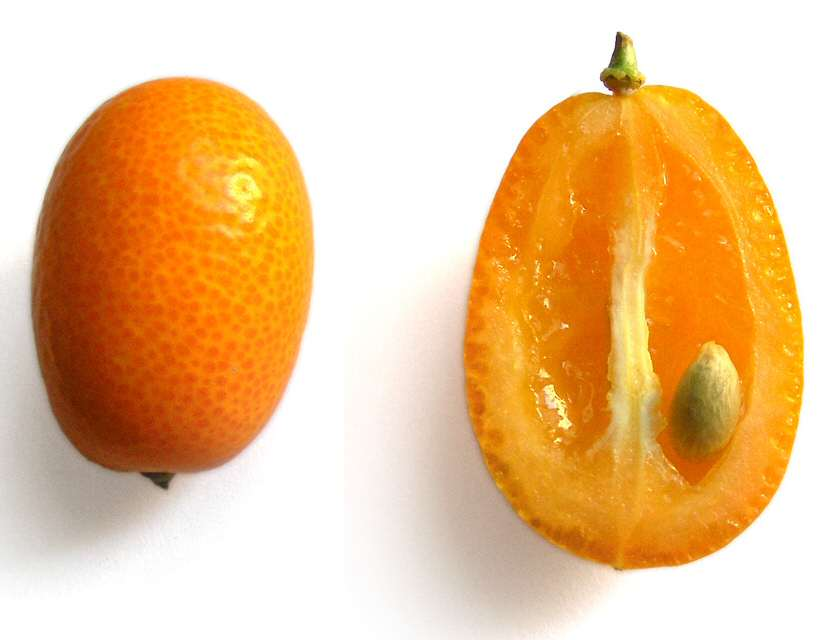
Quả kim quất bổ dọc
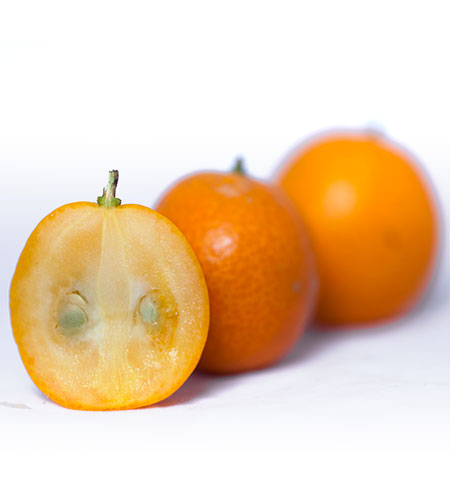
Kim quất nguyên quả và cắt đôi
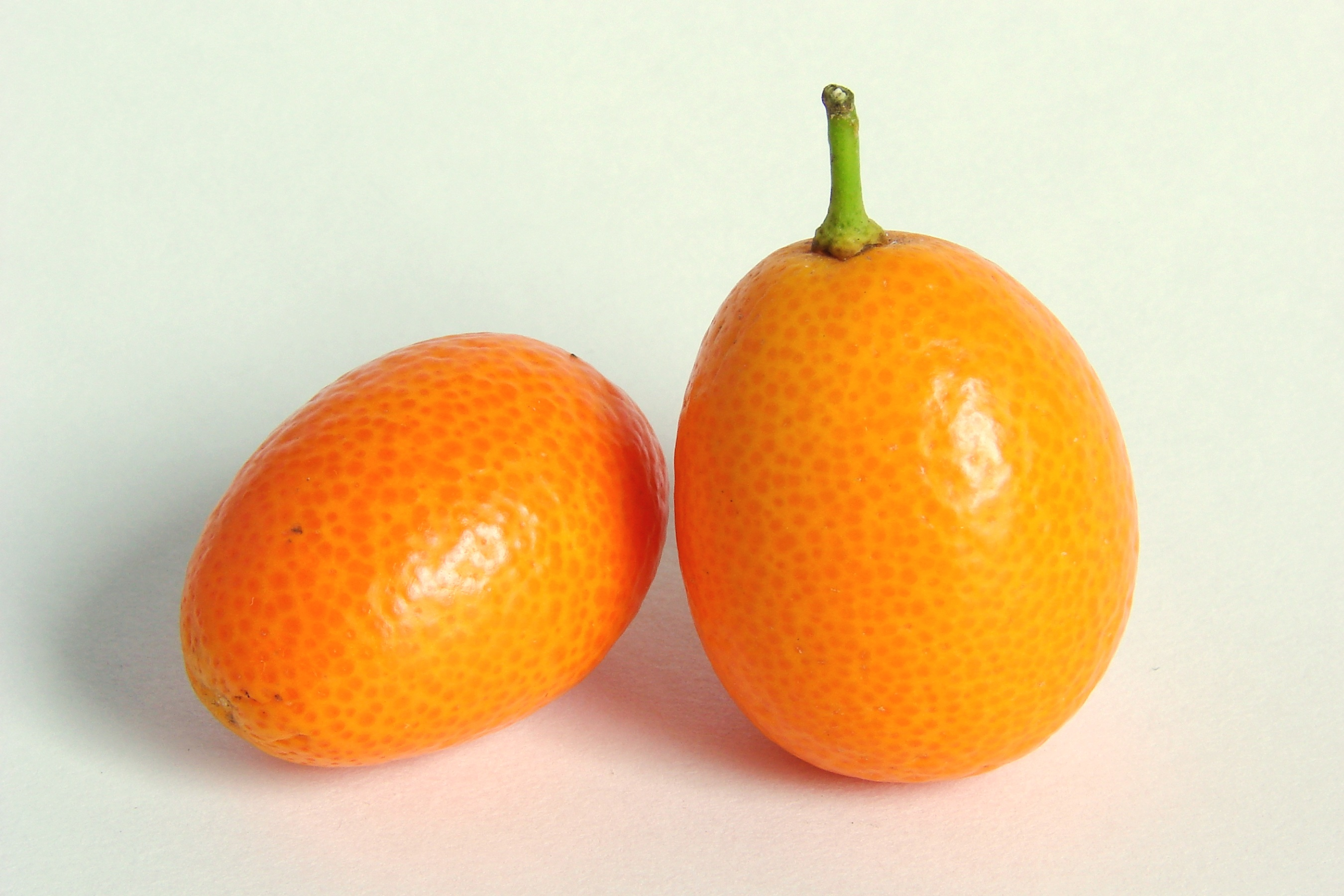
Kim quất thường
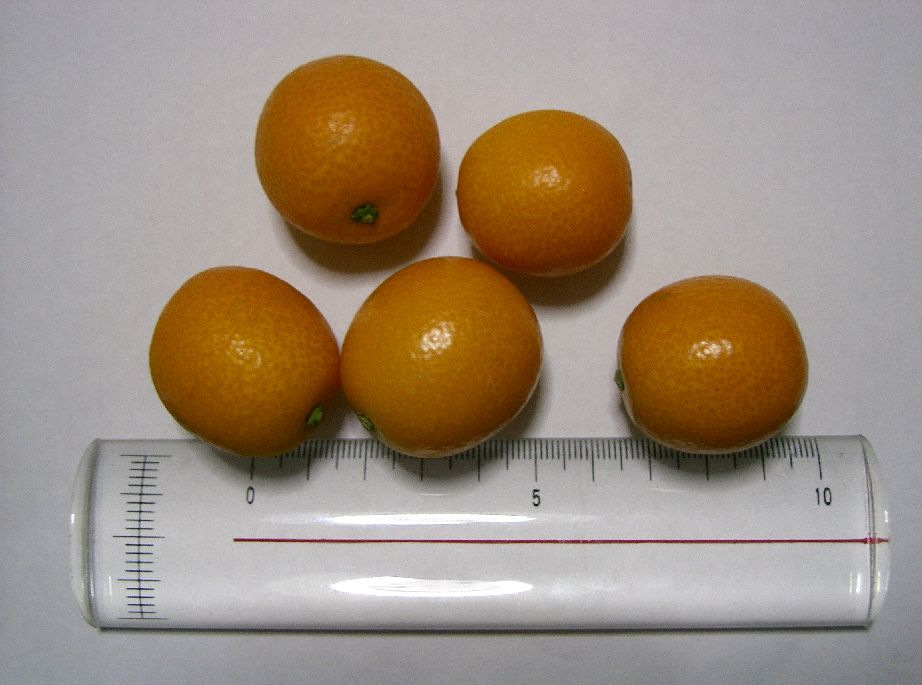
Kim quất tròn (hay citrofortunella)
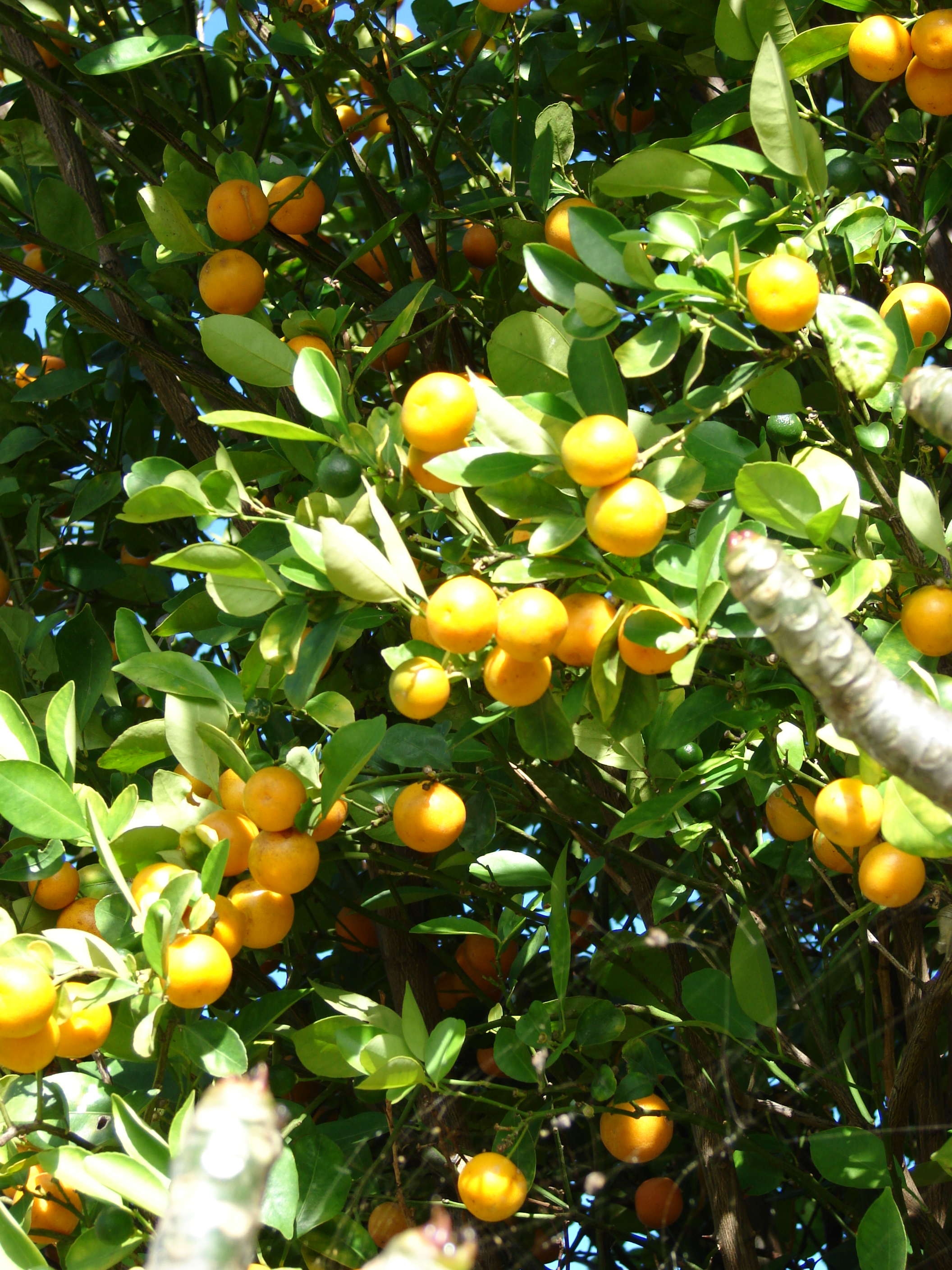
Kim quất tròn (hay citrofortunella)
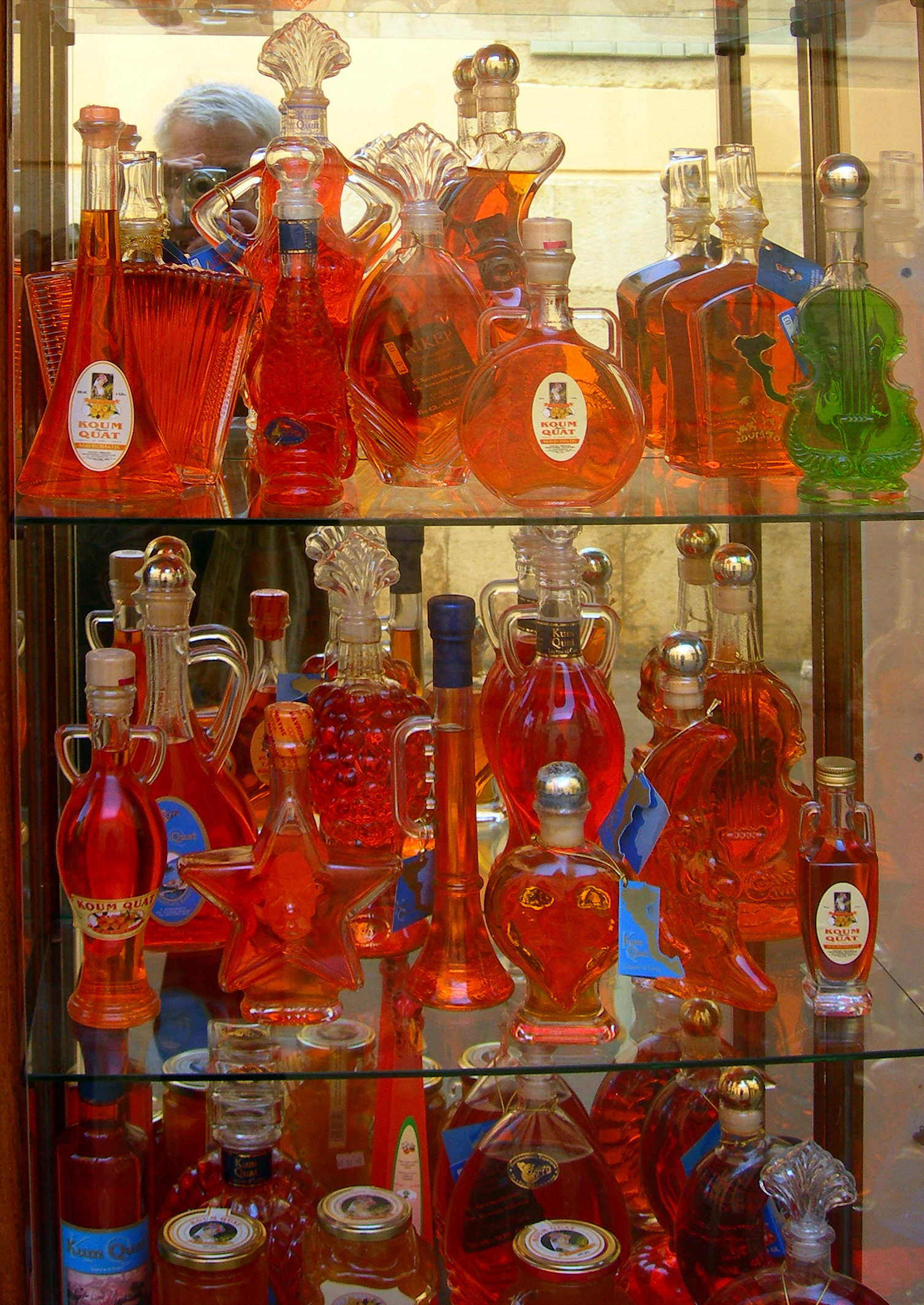
Rượu kim quất tại Corfu, Hy Lạp
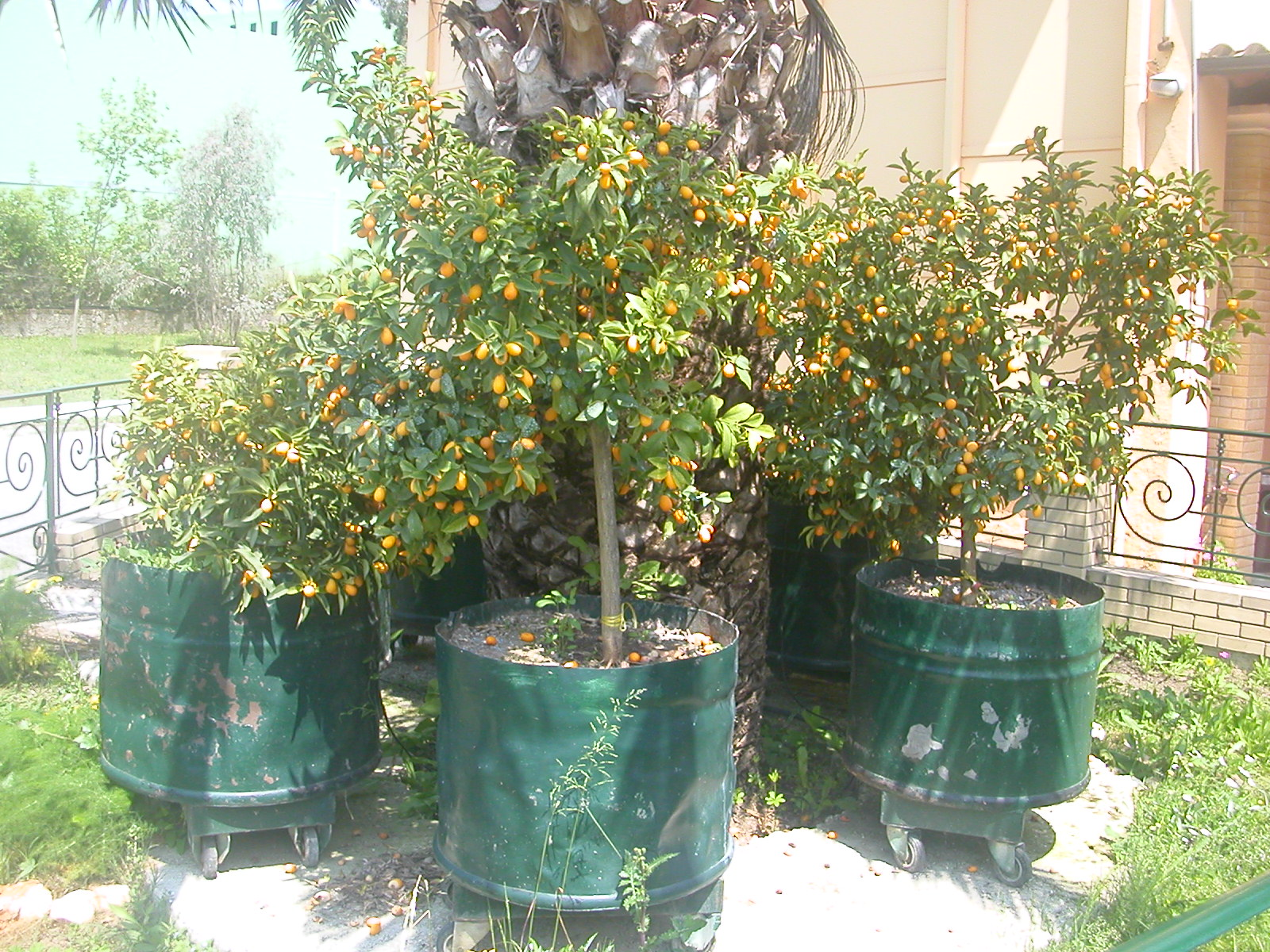
Những chậu quất tại một nhà máy chưng cất rượu kim quất ở Corfu.
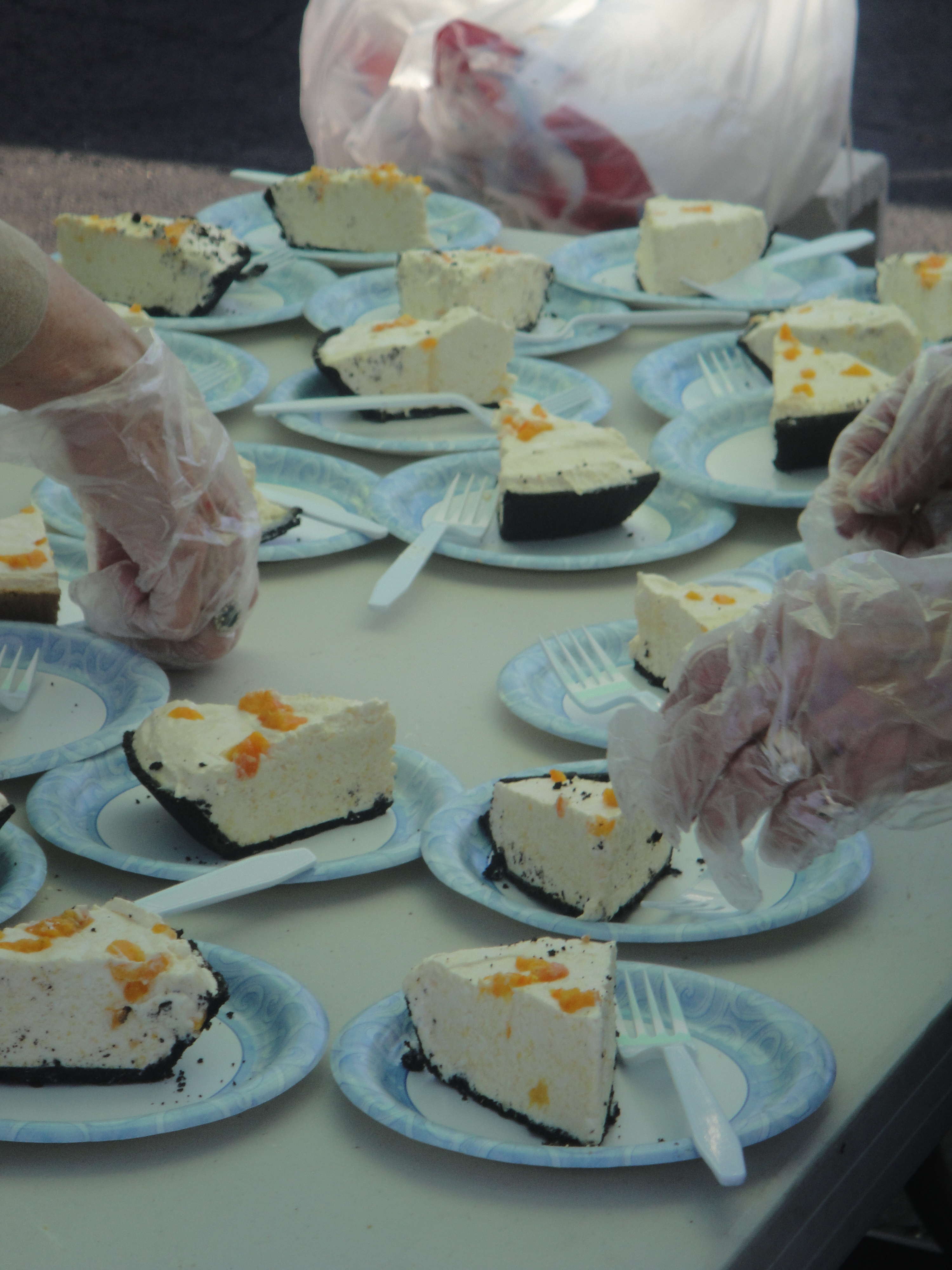
Lát bánh kim quất tại Lễ hội Kim quất tại thành phố Dade, Florida
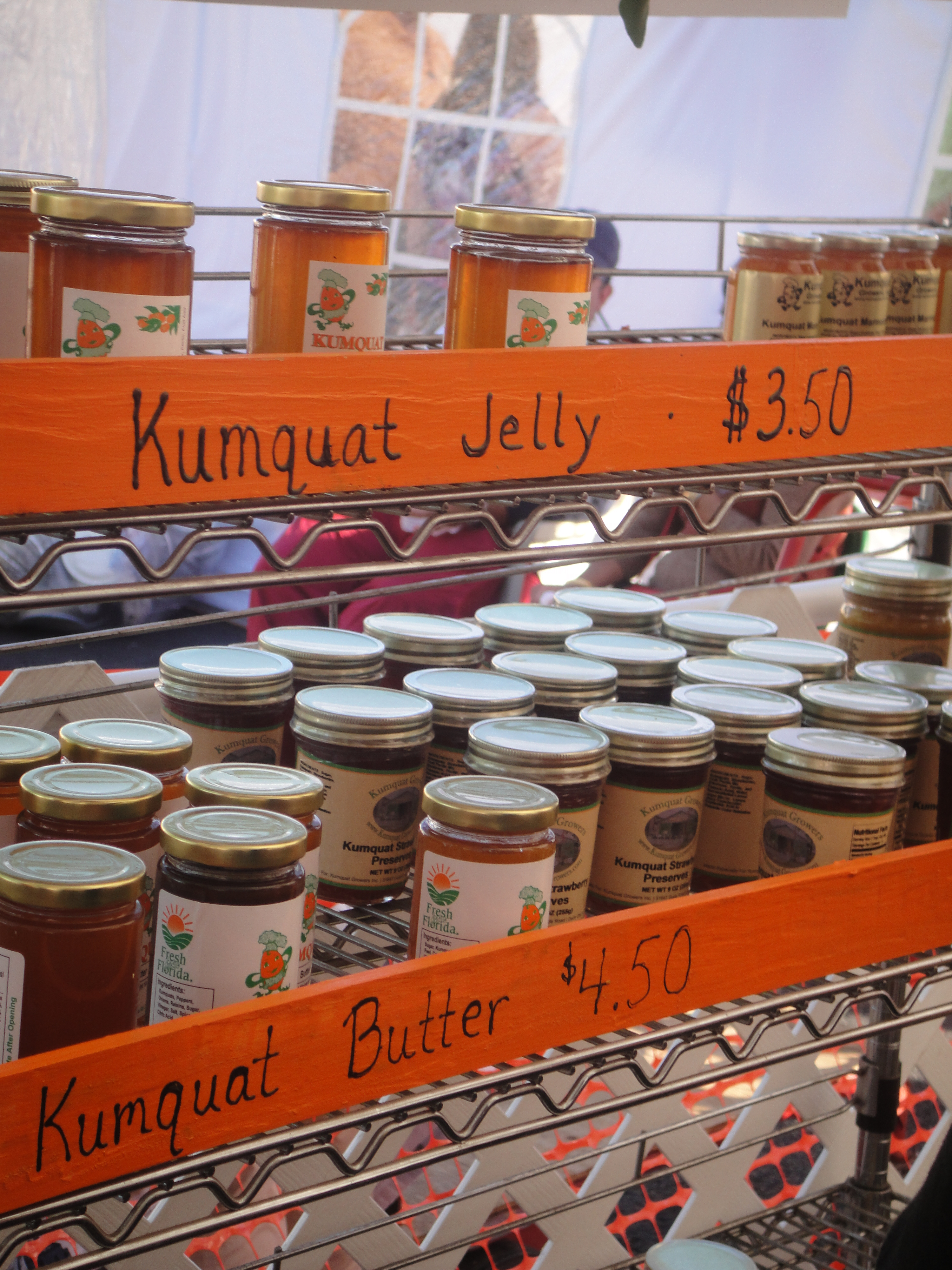
Mứt kim quất
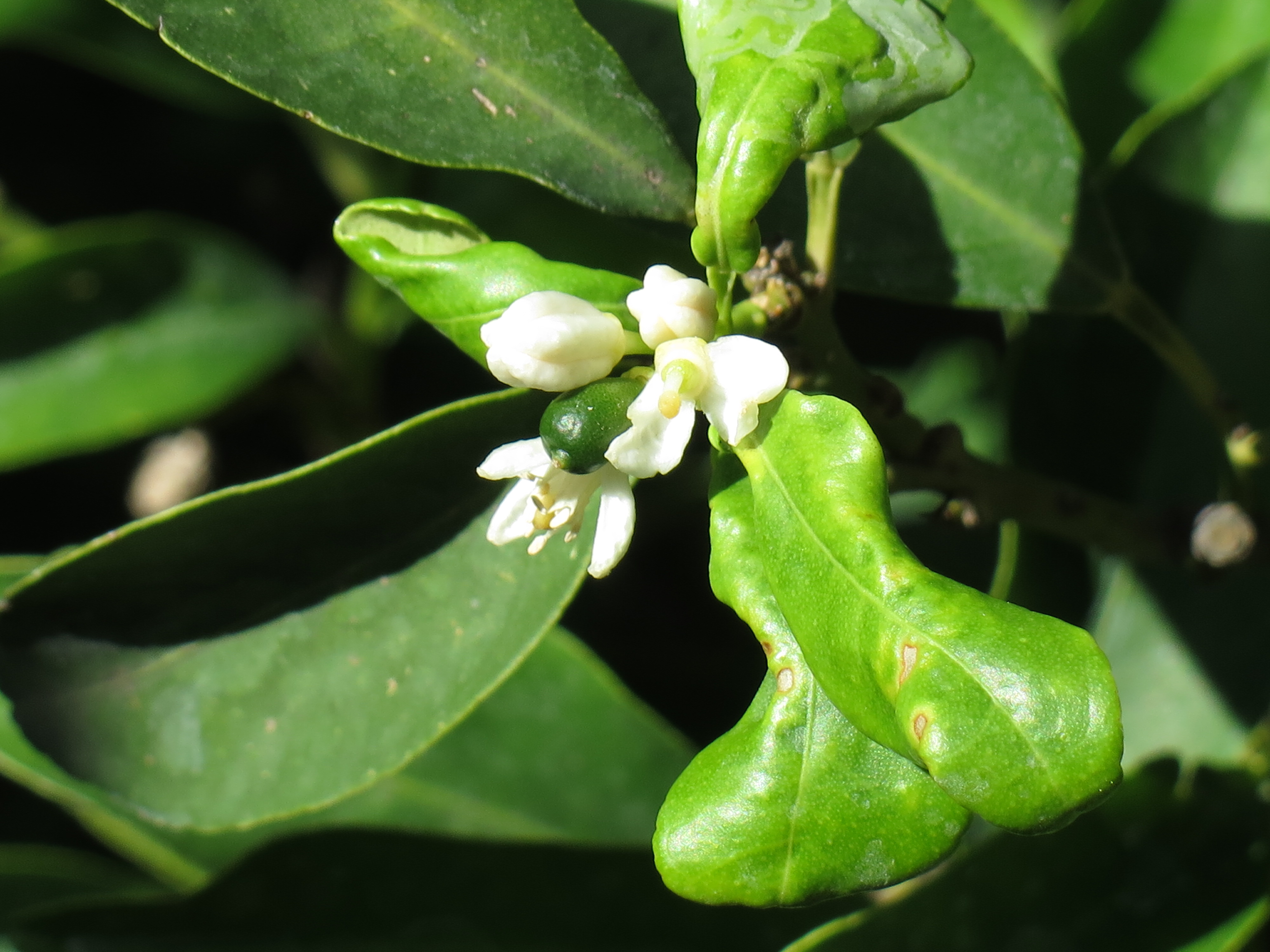
Hoa và quả
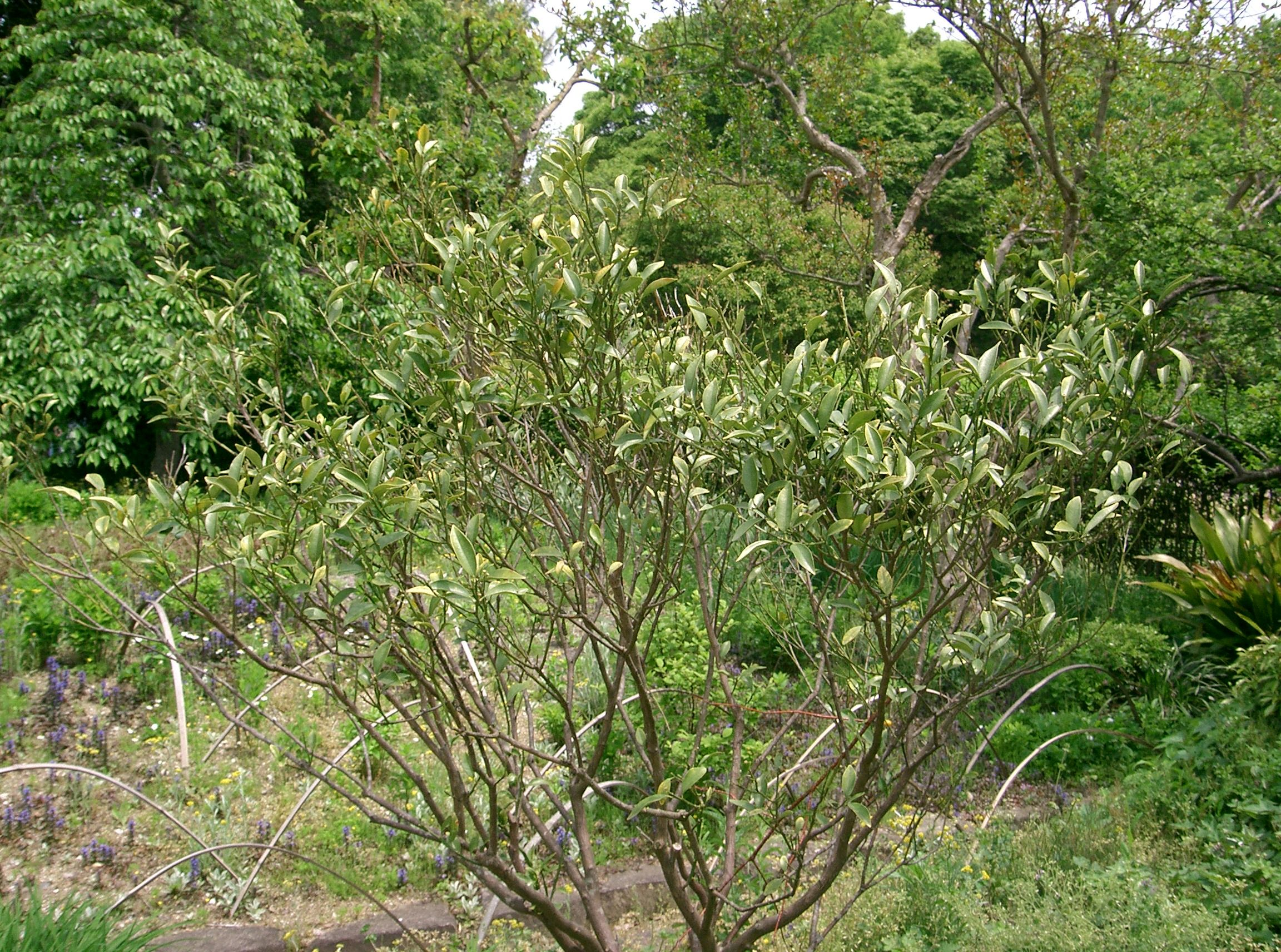
Cây kim quất
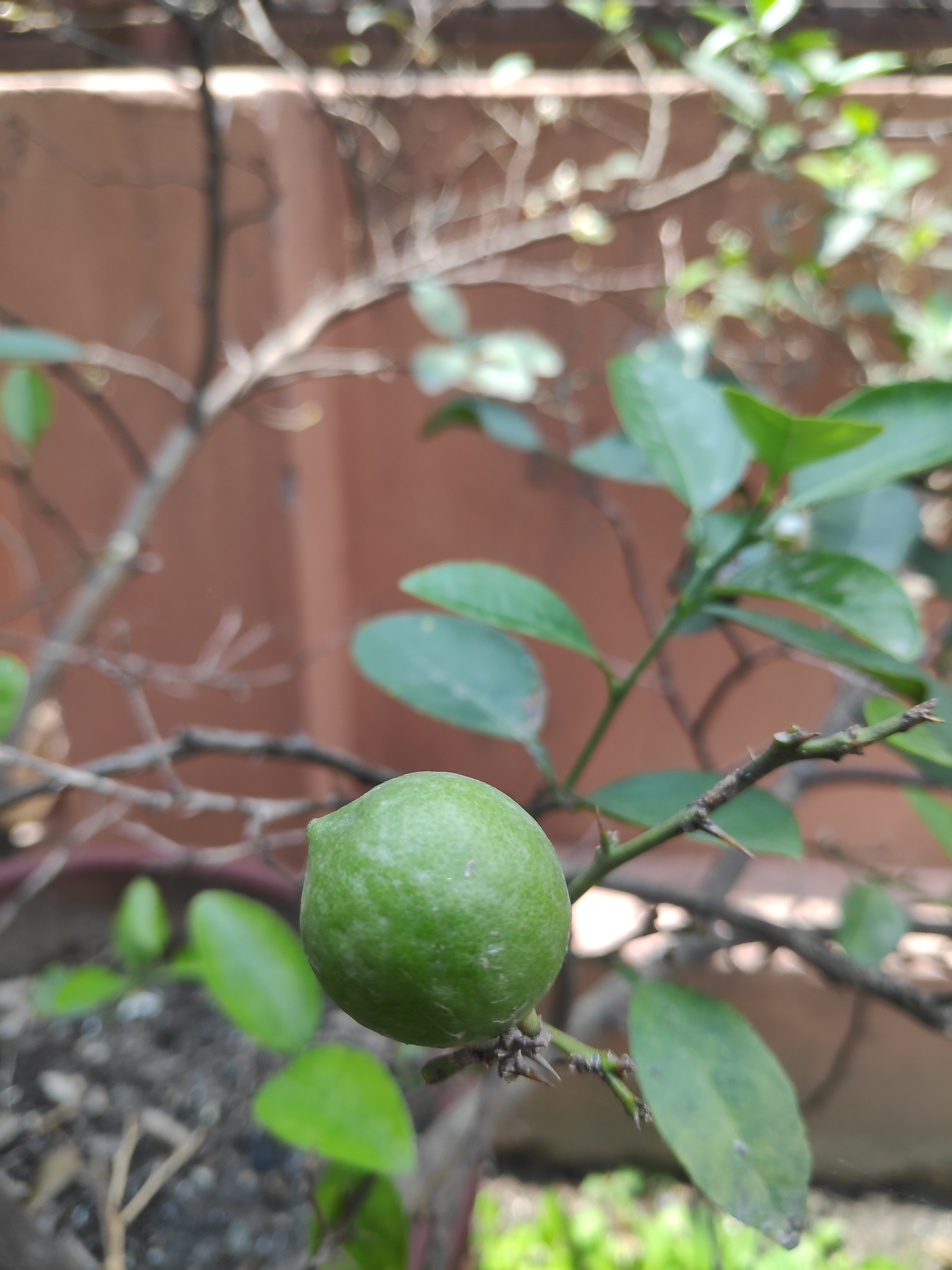
Kim quất chưa chín
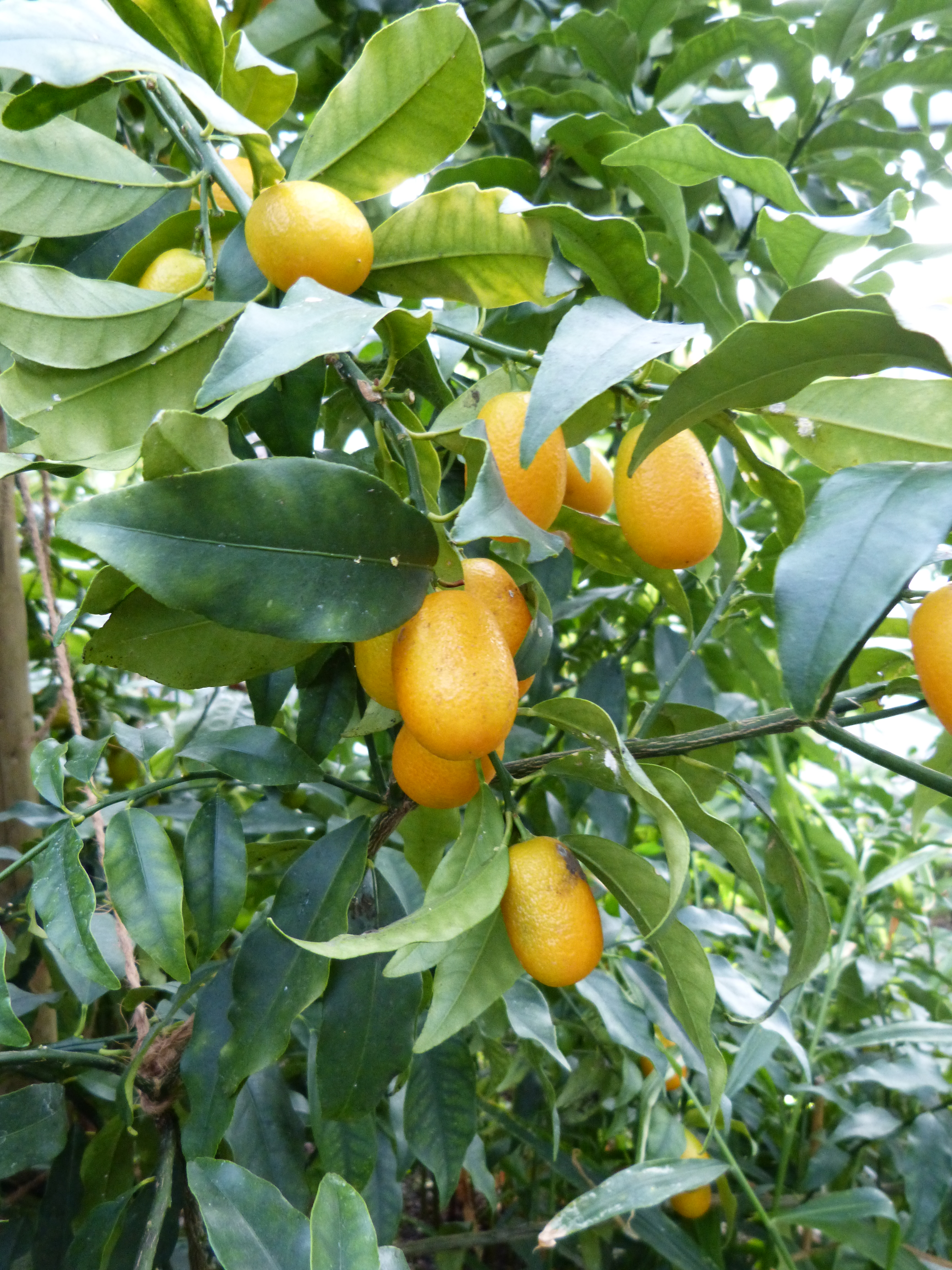
Kim quất chín
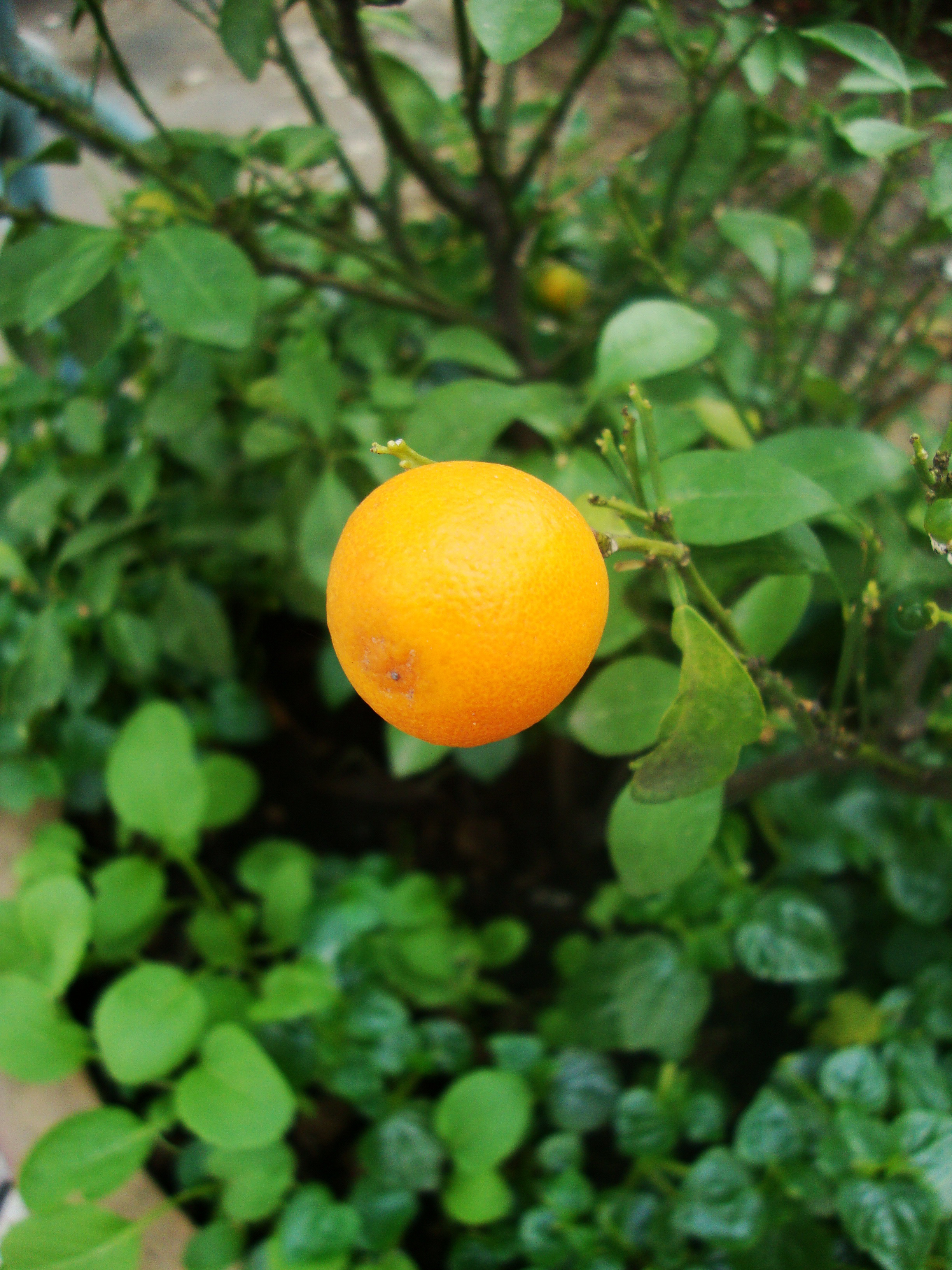
Kim quất lai

## Từ nguyên
Tên gọi "kim quất" trong tiếng Việt và "kumquat" trong tiếng Anh lẫn tiếng Pháp đều được phiên âm ra từ tiếng Trung Hoa Quảng Châu kām kwāt (tiếng Trung: 金橘), với nghĩa đen là "quả cam vàng kim".

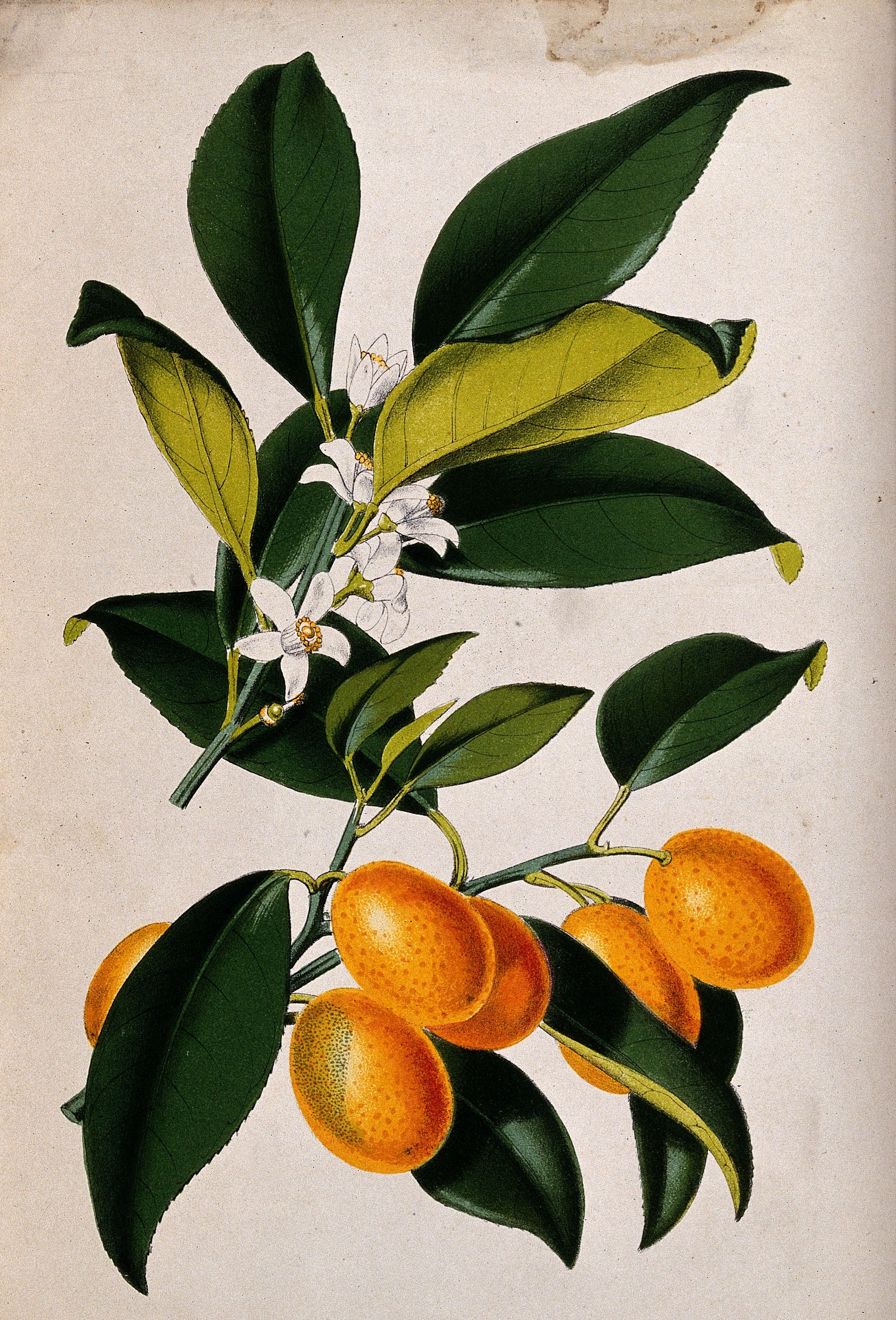
Minh họa của Walter Hood Fitch